# بيجو 205
بيجو 205 هي سيارة صغيرة أنتجتها الشركة الفرنسية بيجو من عام 1983-1998م. توجت بلقب «سيارة العقد» من قِبَل مجلة كار في عام 1990م. كما فَازَتْ بلقَب سيارة العام لعام 1984م.

## التاريخ
غالبًا ما يعتقد تصميم 205 في تصميم بينينفارينا، ولكن جيرارد ويلتر يدعي أنها تصميم في المنزل. بينينفارينا فقط على غرار كابريوليه. وكثيرا ما يقال أنها السيارة التي حولت حظوظ بيجو حولها. قبل 205، اعتبرت بيجو من الشركات الكبرى لصناعة السيارات في فرنسا، وتنتج صالونات كبيرة مثل504 و505. أصدر 205 في نفس عام استحواذ بيجو على كرايسلر الأوروبية في عام 1978  ومجموعة روتس السابقة، التي كان لديها الخبرة اللازمة في صنع السيارات الصغيرة بما في ذلك سيمكا 1100 في فرنسا وهيلمان إمب في بريطانيا.
في وقت مبكر 205 استخدمت المحرك "X" (عادة ما تسمى دوفرين «حقيبة المحرك») من بيجو القديمة 104، على الرغم من أن هذه كانت في وقت لاحق (1987-1988) استبدال مع محركات شو وتو الأحدث، والتي كانت من تصميم بسا. محركات تراوحت من 954 سم مكعب إلى 1905 سم مكعب محرك التشريد، في الكربوراتور أو حقن الوقود البنزين و الديزل الإصدارات. وكان استخدامه الآن القياسية بسا بيجو سيتروين تعليق تخطيط ماكفرسون الدعامات في الجبهة، مع التواء بار التعليق الخلفي، التي لأول مرة في بيجو 305 العقارات، عنصران رئيسيان لنجاح 205. هذا مستقل تماما باستخدام التواء القضبان (التواء الربيع ) والأسلحة الزائدة. وهو مضغوط جدا، وقد تم تصميمه لتقليل التدخلات في الحذاء إلى أدنى حد، مما يوفر مساحة تحميل مسطحة واسعة، مع توفير ركوب ممتاز ومناولة.
تم إطلاقه في 24 فبراير 1983، مع بداية المبيعات البريطانية في أغسطس من ذلك العام.  بعد فترة وجيزة من إطلاقه، كان ضيفا إلى  السيارات الأوروبية جائزة من قبل فيات أونو في نفس الحجم، ولكن في نهاية المطاف (وفقا لمنظمي الجائزة) أنها سوف تتمتع بصورة أفضل وطول الطلب في السوق اكثر من المنافس الإيطالي.  كانت واحدة من خمس سيارات صغيرة هامة يتم إطلاقها على السوق الأوروبية في غضون سنة من بعضها البعض - النماذج الثلاثة الأخرى هي أونو، الجيل الثاني فورد فييستا، أوبل كورسا الأصلية (تباع باسم فوكسال نوفا على السوق البريطانية) ونيسان ميكرا الأصلية.
استخدمت نماذج الديزل محرك شود بسا ديزل المدمج في أربعة محركات، الذي تم رفعه من سيتروين بكس والذي تم عرضه في سبتمبر 1982. هذه المحركات شود لديها قدرة 1769 سم مكعب (XUD7) و 1905 سم مكعب (XUD9) وترتبط ارتباطا وثيقا XU5 و XU9 محركات البنزين في BX16 و BX19 من الوقت على التوالي، وكذلك المحركات المستخدمة في وقت لاحق في 205 غتي 1.6 و تلقائي (1.6 أيضا) وغتي 1.9 على التوالي (منتجات بيجو / سيتروين أخرى [بسا]، مثل 305 و «تالبوت هوريزون» و «بكس»، تستخدم محرك ديزل XUD9 1905 سم مكعب بنفس قدرة محركات محركات البنزين 205 غتي 1.9 وسيترون بكس 19. كانت محركات الديزل XOD7 (و XUD9) ضاربة على مستوى العالم، وبالتالي فإن البنزين يشبه أن العديد من المشترين فازوا بأداء سيارات البنزين جنبا إلى جنب مع اقتصاد الديزل. و 205 غرد (1.8 ديزل، 59 حصان (44 كيلوواط)، 78 رطل · قدم (105.8 N م))، على سبيل المثال، كان أسرع وأكثر سلاسة من 205 غر (1.4 البنزين، 59 حصان (44 كيلوواط)، 78 رطل · قدم (105.8 م · م))، وذلك بسبب المحرك عزم الدوران الذروة في دورة في الدقيقة أقل بكثير، في حين تستخدم أقل بكثير من الوقود.
كانت هناك أيضا إصدارات مختلفة مخصصة للاستخدام التجاري، مثل زا - سيريز ذات المقعدين. كان هناك أيضا «205 متعددة»، نسخة خاصة طويل القامة جسديا على زا أو ز على أساس بنيت من قبل بناة المدربين المستقلين مثل غرواو ودوريسوتي. ودعا غرواو نسخة من مقعدين على أساس زا «فو»، في حين كان يطلق على النسخة خمسة مقاعد ز المستندة إلى «نائب الرئيس». بدأت دوريسوتي بناء 205 متعدد في عام 1986؛ كان يطلق عليه «205 مولتي نيو لوك». 

### 1990 وما بعدها
وكان 205 ضرب لحظة، ومعلمات التصميم التي وضعتها صدى في كل نموذج بيجو الذي كان لمتابعة. التصميم الخارجي لم يسبق له مثيل أو تغير بشكل كبير في تشغيله لمدة 15 عاما. كان هناك إعادة تصميم لوحة أجهزة القياس لعام 1988 نموذج العام ‏ ، وفي أواخر عام 1990 تلقت 205 تصميم الباب الجديد وبطاقات ومؤشرات الجبهة واضحة، جديدة «المدخن» مجموعات الضوء الخلفي، حقن البنزين نقطة واحدة والمحولات الحفازة أدخلت، لتلبية الجديد 1992 حدود التلوث. وجاءت هذه التحديثات في وقت حاسم، عام 1990 شهد أيضاً وصول منافس الفرنسي الجديد تماما، رينو كليو، في حين أن مترو روفر و فولكس واجن بولو تم أيضا تحديث بشكل كبير، و فورد كان قد حل محل بالفعل في العيد مع نموذج الجيل الثالث.
في بداية عام 1993، أطلقت بيجو 306 ، الذي حل رسمياً محل 309 ؛ مع وصول هذه السيارة أيضا تضائل دور 205 في مجموعة بيجو.
تم تحديث المحركات باستمرار، مع محركات «تو» الجديدة التي أدخلت في عام 1988.  في عام 1991، تم إطلاق 205 دتوربو مع نسخة قوية توربو من محرك الديزل شود 1,769 سم مكعب.
بعد عدة سنوات من الانخفاض التدريجي في المبيعات، توقف بيجو 205 في المملكة المتحدة في عام 1996. وكان بيجو 205 لا يزال ، عرضت في نماذج «Sacré نوميرو» و «جينيراتيون» حتى نهاية الإنتاج في عام 1998، وكانت النماذج الأخيرة غلد 1.7 وتم بيعها في الأرجنتين. معظم الإصدارات الأوروبية في وقت لاحق كانت تباع فقط في فرنسا.  بسبب الضغط من السوق، مع المشترين يريدون بيجو سوبيرميني في القالب من 205 مرة أخرى، قامت الشركة أخيرا ببناء بديل مباشر في 206 ، الذي تم إطلاقه في عام 1998. 5,278,050 بيجو 205s تم بيعها، وظلت نسبة كبيرة منها قيد التداول اعتبارا من عام 2009. وحتى كانون الثاني / يناير 2014، أصبح عدد الطرقات في المملكة المتحدة يقل حاليا عن 000 14 شخص، مقارنة مع أعلى مستوى له في كانون الأول / ديسمبر 1994 وهو 773 374 شخصا  
وكانت 205 متاحة لأول مرة باعتبارها غتي في عام 1984 (في نفس العام الذي لا بد منه ثلاثة بوديستيل ) وكان في البداية مدعوم من الوقود حقن 1.6 محرك البنزين. تم إطلاق 1.9 غتي في عام 1986، وكان المحرك 1.9 لتر يستخدم أيضا في النسخة غتي من أكبر 309 . توقفت 205 غتي في عام 1994، في ذلك الوقت كانت بيجو تنتج إصدارات عالية الأداء من 106 و 306.

### النطاق
| اكتب              | نمط الجسم                             | أنتجت                         | نوع المحرك                         | وقود  | انتقال     |
| ----------------- | ------------------------------------- | ----------------------------- | ---------------------------------- | ----- | ---------- |
| 205 جونيور        | 3/5 أبواب هاتشباك                     | 1986-1993                     | 4-سيل 954 سم مكعب أو 1،094cc       | بنزين | كتيب       |
| 205 قاعدة         | 5 أبواب هاتشباك                       | 1983-1984                     | 4-سيل 954 سم مكعب                  | بنزين | كتيب       |
| 205 ز             | 3 أبواب هاتشباك                       | 1985-1992                     | 4-سيل 954 سم مكعب                  | بنزين | كتيب       |
| 205 غي            | 5 أبواب هاتشباك                       | 1984-1988                     | 4-سيل 954 سم مكعب                  | بنزين | كتيب       |
| 205 انظر          | 3 أبواب هاتشباك                       | 1989-1994                     | 4-سيل 1124 سم مكعب                 | بنزين | كتيب       |
| 205 نمط           | 3 أبواب هاتشباك                       | 1990-1995                     | 4-سيل 1124 سم مكعب                 | بنزين | كتيب       |
| 205 نمط           | 5 أبواب هاتشباك                       | 1990-1996                     | 4-سيل 1124 سم مكعب                 | بنزين | كتيب       |
| 205 زل            | 3 أبواب هاتشباك                       | 1985-1989 1984-1991           | 4-سيل 954 سيسي 4-سيل 1124 سم مكعب  | بنزين | كتيب       |
| 205 زل أوتوماتيكي | 3 أبواب هاتشباك                       | 1990-1993                     | 4-سيل 1580 سم مكعب                 | بنزين | أوتوماتيكي |
| 205 غل            | 5 أبواب هاتشباك                       | 1983-1993                     | 4-سيل 1124 سم مكعب                 | بنزين | كتيب       |
| 205 رالي          | 3 أبواب هاتشباك                       | 1987-1992                     | 4-سيل 1294 سم مكعب                 | بنزين | كتيب       |
| 205 شر            | 3 أبواب هاتشباك                       | 1984-1988 1990-1992 1988-1990 | 4-سيل 1124 سيسي 4-سيل 1360 سم مكعب | بنزين | كتيب       |
| 205 غر            | 5 أبواب هاتشباك                       | 1983-1992 1990-1991           | 4-سيل 1360 سيسي 4-سيل 1124 سم مكعب | بنزين | كتيب       |
| 205 ر.س           | 5 أبواب هاتشباك                       | 1983-1990                     | 4-سيل 1360 سم مكعب                 | بنزين | كتيب       |
| 205 أوتوماتيكي    | 5 أبواب هاتشباك                       | 1986-1994                     | 4-سيل 1580 سم مكعب                 | بنزين | أوتوماتيكي |
| 205 الغروب        | 5 أبواب هاتشباك                       | 1993-1997                     | 4-سيل 1124 سم مكعب                 | بنزين | كتيب       |
| 205 شت            | 3 أبواب هاتشباك                       | 1990-1994                     | 4-سيل 1360 سم مكعب                 | بنزين | كتيب       |
| 205 شس            | 3 أبواب هاتشباك                       | 1986-1992                     | 4-سيل 1360 سم مكعب                 | بنزين | كتيب       |
| 205 غ             | 5 أبواب هاتشباك                       | 1983-1987 1989-1993           | 4-سيل 1360 سم مكعب                 | بنزين | كتيب       |
| 205 غكس           | 3 أبواب هاتشباك                       | 1986-1991                     | 4-سيل 1592 سم مكعب                 | بنزين | كتيب       |
| 205 رولاند جاروس  | 3 أبواب هاتشباك و 2 باب قابلة للتحويل | 1989-1992                     | 4-سيل 1360 سم مكعب                 | بنزين | كتيب       |
| 205 سغ            | 2-الباب للتحويل                       | 1986-1994                     | 4-سيل 1360 سم مكعب                 | بنزين | كتيب       |
| 205 غتي           | 3 أبواب هاتشباك                       | 1984-1994 1986-1993           | 4-سيل 1580 سيسي 4-سيل 1905 سم مكعب | بنزين | كتيب       |
| 205 كتي           | 2-سوفتوب الباب                        | 1985-1992 1986-1992           | 4-سيل 1580 سيسي 4-سيل 1905 سم مكعب | بنزين | كتيب       |
| 205 نمط الديزل    | 3 أبواب هاتشباك                       | 1990-1995                     | 4-سيل 1769 سم مكعب                 | ديزل  | كتيب       |
| 205 نمط الديزل    | 5 أبواب هاتشباك                       | 1990-1996                     | 4-سيل 1769 سم مكعب                 | ديزل  | كتيب       |
| 205 زلد           | 3 أبواب هاتشباك                       | 1984-1994                     | 4-سيل 1769 سم مكعب                 | ديزل  | كتيب       |
| 205 غلد           | 5 أبواب هاتشباك                       | 1983-1994                     | 4-سيل 1769 سم مكعب                 | ديزل  | كتيب       |
| 205 غرد           | 5 أبواب هاتشباك                       | 1983-1994                     | 4-سيل 1769 سم مكعب                 | ديزل  | كتيب       |
| 205 دتيربو        | 3 أبواب هاتشباك                       | 1991-1995                     | 4-سيل 1769 سم مكعب                 | ديزل  | كتيب       |

## الإصدارات
معظم الإصدارات كان ناقل الحركة اليدوي. كان 205 مخطط مستوى تقليم غير عادية إلى حد ما لنماذجها. كانت نماذج ثلاثة أبواب (باستثناء غتي) سيئة 'X' وخمسة أبواب نماذج كانت 'G'.
وكانت مستويات تقليم:
- زا و زاد ، الإصدارات التجارية من مقعدين. كان هناك أيضا «متعددة»، إصدارات خاصة طويل القامة التي بنيت من قبل المستقلين مثل غرواو ودوريسوتي.
- 1.1 لتر البنزين، 4 اسطوانات - 54 بس (40 كيلوواط، 53 حصان)، 1124 سم مكعب
- 1.8 لتر ديزل، 4 اسطوانات - 59 بس (43 كيلوواط؛ 58 حصان)، 1769 سم مكعبفاسيليفتد 205 زاد، 1993 أو في وقت لاحق
- ز ، المتاحة مع:
- 1.0 لتر بنزين، 4 اسطوانات - 44 بس (32 كيلوواط، 43 حصان)، 954 سم مكعب
- 1.1 لتر البنزين، 4 اسطوانات - 54 بس (40 كيلوواط، 53 حصان)، 1124 سم مكعب

وكانت خمسة إصدارات نسخة من جيب غي
- زل ، متوفر مع:
- 1.0 لتر بنزين، 4 اسطوانات - 44 بس (32 كيلوواط، 43 حصان)، 954 سم مكعب
- 1.1 لتر البنزين، 4 اسطوانات - 50 بس (37 كيلوواط، 49 حصان)، 1124 سم مكعب
- 1.1 لتر البنزين، 4 اسطوانات - 54-60 بس (40-44 كيلوواط، 53-59 حصان)، 1,24 سم مكعب (في إسبانيا، 1118 سم مكعب سيمكا / تالبوت المحرك)
- 1.8 لتر ديزل، 4 اسطوانات - 59 بس (43 كيلوواط؛ 58 حصان)، 1769 سم مكعب
- 1.6 لتر بنزين، 4 اسطوانات - 79 بس (58 كيلوواط، 78 حصان)، 1580 سم مكعب تلقائي

وكانت الإصدارات خمسة أبواب سيئة غل (ملاحظة: لم يتم عرض 1.0 لتر غل في المملكة المتحدة). وكان طراز الديزلغلد 1.8 لتر شعبية، وماذا السيارات؟ ‏مجلة أوصى بأنها سيارة مستعملة شراء في أغسطس 1992. وكان أيضا أيهما؟ مجلة أفضل شراء لمدة خمس سنوات على التوالي في أواخر 1980s وأوائل 1990s. كان، (وباعتباره شراء مستعملة)، سيارة أفضل من الديزل 106 الذي حل محله.
- شر ، المتاحة مع:
- 1.1 لتر البنزين، 4 اسطوانات - 54-60 بس (40-44 كيلوواط، 53-59 حصان)، 1124 سم مكعب (ارتفاع الناتج للوقود حقن ونسخة محفزة )
- 1.4 لتر بنزين، 4 اسطوانات - 69 بس (51 كيلوواط، 68 حصان)، 1360 سم مكعب
- 1.3 لتر بنزين، 4 اسطوانات - 65 بس (48 كيلوواط، 64 حصان)، 1294 سم مكعب (في إسبانيا، سيمكا / محرك تالبوت)
- 1.6 لتر البنزين، 4 اسطوانات
- 1.9 لتر بنزين، 4 اسطوانات - 102 بس (75 كيلوواط، 101 حصان)، 1905 سم مكعب تلقائي
- 1.8 لتر ديزل - 59 بس (43 كيلوواط؛ 58 حصان)، 1769 سم مكعب

تم وضع علامات على خمسة أبواب الإصدارات غر . وكان 1.4 لتر غر نسخة من خمسة أبواب فقط، التي أطلقت في عام 1986. وكان 1.4 لتر شر ثلاثة أبواب متاحة أيضا، 1991-92.
- 1.2 لتر بنزين، 4 اسطوانات - 63 بس (46 كيلوواط، 62 حصان)، 1204 سم مكعب (إسبانيا فقط، سيمكا / محرك تالبوت)
- شت ، المتاحة مع:
- 1.4 لتر بنزين، 4 اسطوانات - 79 بس (58 كيلوواط، 78 حصان)، 1360 سم مكعب (محفزة)
- 1.4 لتر بنزين، 4 اسطوانات - 84 بس (62 كيلوواط، 83 حصان)، 1360 سم مكعب (في إسبانيا، سيمكا / تالبوت المحرك)
- 1.4 لتر بنزين، 4 اسطوانات - 83 بس (61 كيلوواط، 82 حصان)، 1442 سم مكعب (إسبانيا فقط، سيمكا / تالبوت المحرك)
- شس ، متوفر مع:
- 1.3 لتر البنزين، 4 اسطوانات - 65 بس (48 كيلوواط، 64 حصان)، 1294 سم مكعب (إسبانيا فقط، سيمكا / محرك تالبوت)
- 1.4 لتر البنزين I4 - 85 حصان 1360 سم مكعب محرك TU3S.
- 1.6 لتر (1580 سم مكعب) البنزين

كان يسمى نموذج الباب 5 غ، واستخدمت نفس المحرك 1360 سم مكعب TU3s كما شس (المملكة المتحدة)
- غكس ، متوفر فقط في إسبانيا مع:
- 1.6 لتر بنزين، 4 اسطوانات - 94 بس (69 كيلوواط، 93 حصان)، 1592 سم مكعب (سيمكا / تالبوت المحرك)
- غكس (أوك فيرسيون)، 1993-94.
- 1,360 سم مكعب محرك TSA3M / Z بسا مع نظام حقن مونو-جيترونيك من بوش مع المحول الحفاز.
- إنتاج الطاقة (75 حصان) 0-62 ميلا في الساعة في 10.6 ثانية.
- استهلاك الوقود (MPG) ثابتة سرعة القيادة: 56 ميلا في الساعة (90 كم / ساعة) = 50.4 ميلا في الغالون -imp (5.60 L / 100 كلم، 42.0 ميلا في الغالون -US ) و75 ميلا في الساعة (121 كم / ساعة) = 38.2 ميلا في الغالون -imp (7.39 L / 100 كم؛ 31.8 ميلا في الغالون -US ).
- 3 و 5 أبواب الإصدارات المتاحة مع فتحة سقف انزلاق، قفل مركزي عن بعد، 5 سرعة علبة التروس ما.

من عام 1994، تم استبدال X / G مخطط تقليم التي كتبها ماردي غرا ، Colorline ، للأبد و اللكنة . تم تقديم إصدارات «جي تي» الآن فقط في أوروبا القارية بمحرك 1.6 لتر، وكانت نماذج المملكة المتحدة ماردي غرا . ومع ذلك، استمرت إصدارات غتي دون تغيير.

## متغيرات عالية الأداء

### 205 غتي
تم إطلاق غتي 1.6 لتر في عام 1984، وجاء مع محرك XU5J ، وإنتاج 105 بس (77 كيلوواط، 104 حصان)، لعام 1987 نموذج العام تلقى XU5J الاسطوانة مع صمامات أكبر وبالتالي تصبح XU5JA. ونقل عن المحرك الجديد 115 حصان (86 كيلوواط، 117 بس). وجاءت غتي 1.9 لتر مع محرك XU9JA إنتاج 128 بس (94 كيلوواط، 126 حصان)، على الرغم من أن النماذج في وقت لاحق مع المحول الحفاز تنتج 122 بس (90 كيلوواط، 120 حصان).داخليا هذه المحركات هي مشابهة جدا، والاختلافات الرئيسية في 1.9 لتر الإصدارات هي أطول السكتة الدماغية، ومبرد النفط، وبعض أجزاء من نظام حقن الوقود. يشتهر محرك 1.6 لتر السكتة الدماغية الأقصر بكونه متجها وحريصا، في حين أن 1.9 لتر يشعر أكثر راحة وتوركييه. خارج خليج المحرك الاختلافات الرئيسية بين 1.6 غتي و 1.9 غتي هي نصف الجلود مقاعد (1.9 غتي) مقابل مقاعد القماش (1.6 غتي). و مكابح قرصية من جميع النواحي (1.9 GTI) مقابل أقراص في الجزء الأمامي و طبل الفرامل في الجزء الخلفي (1.6 GTI)؛ (سبيديلين SL201) (1.6 غتي) مقابل 15 بوصة (سبيدلين SL299) سبائك (1.9 غتي).
لا يزال 205 غالبا ما تعامل كمعيار في اختبارات السيارات الجماعية من أحدث نماذج غتي أو ما يعادلها. بيجو نفسها لم إعادة حقا حقا هذا النجاح في نماذج غتي في المستقبل، على الرغم من أنها جاءت قريبة جدا مع البديل غتي-6 يحظى بتقدير كبير من بيجو 306 . تم تصميم نسخة كابريوليه من 205، والمعروفة باسم سغ (أو كت في فرنسا)، وتجميعها جزئيا من قبل بينينفارينا من إيطاليا. كما كان هناك نسخة كتي، مع نفس الأقواس والعجلات البلاستيكية كما 1.6 غتي المتاحة. وتضمنت بعض النماذج اللاحقة المحرك المحفز 1.9 لتر.
وكان الفرق الجمالي الرئيسي بين الإصدارات غتي / كتي و 205 نماذج أخرى من أقواس العجلات البلاستيكية وتقليمها، وجبهة الوفير الأمامية والخلفية. كما خضع قذيفة بعض التغييرات الطفيفة، بما في ذلك أقواس العجلات الكبيرة (لتتناسب مع عجلات أكبر على GTI وCTI)، وأعيد تصميم نظام التعليق وجلس أقل على GTI مع ربيع أكثف، عظام الترقوة مختلفة ومرتبطة انخفاض مكافحة لفة بار.
مع النجاح المبكر ل 205 غتي في أوروبا، ذكرت موتور تريند ‏ في عام 1984 أن بيجو تنظر بجدية في إضافتها إلى تشكيلة الولايات المتحدة، على الرغم من أن بيجو كان لها صورة أكثر روعة في الولايات المتحدة. [ بحاجة لمصدر ] لا شيء جاء من أي وقت مضى من مثل هذه الشائعات، ولكن، وأي حديث عن بيجو توسيع وجودها في الولايات المتحدة أصبح موضع نقاش عندما اضطرت للانسحاب في عام 1991.
وقد تضررت مبيعات المبادرة العالمية للتصنيف في المملكة المتحدة في أوائل التسعينات من جراء ارتفاع أقساط التأمين الناجمة عن السرقة العالية والسيارات من هذا النوع. وتسببت لوائح الانبعاثات الصارمة على نحو متزايد في زيادة إنتاج 1.6 غتي من الإنتاج في عام 1992، في حين تم بيع 1.9 لتر لمدة عامين إضافيين بفضل إعادة هندسة المحرك لتمكينه من العمل بشكل صحيح مع المحول الحفاز الذي انخفض الطاقة إلى 122 بب (91 كيلووات؛ 124 بس).

### طبعات خاصة 205 غتي
بيجو تنتج بعض طبعة محدودة 205 نماذج غتي على حياة السيارة:
على مدى 1989-1990، تم صنع 1200 غتي في الألوان الجديدة ثم من الأزرق الأزرق (الأزرق لامع مشرق) وسورينتو الأخضر (الأخضر بيرليسسينت الظلام جدا). تم صنع السيارات في مزيج متساو من 300 الأزرق 1.6 لتر و 300 الأخضر 1.6 لتر و 300 الأزرق 1.9 لتر و 300 الأخضر 1.9 لتر. كان لدى السيارات فتحة سقف انزلاقية، وتوجيه قيادة السيارة والجلد الرمادي الكامل الداخلية وفقا لمعايير، جنبا إلى جنب مع السجاد الرمادي والممرات. وأضيفت هذه الألوان الطلاء في وقت لاحق إلى قائمة الألوان المتاحة للنماذج السائدة.
كان جينتري طبعة محدودة 205، على الرغم من أنه لا يمكن أن يكون نموذجا للمبادرة العالمية للتصنيف كما أنه يستخدم ديتونيد 105 حصان (78 كيلوواط، 106 بس) 1.9 لتر المحرك مع علبة التروس السيارات. تم صنع 300 نموذج فقط في سورينتو غرين وأزتيك الذهب (تسمى أحيانا مايفير البيج). أنها تأتي مع كامل الجلود وتقليم الخشب الحقيقي، السلطة بمساعدة التوجيه، وتقاسم المنافع والمرايا ساخنة. وجاء جينتري مع نفس الجانب الديكورات الجسم كما غتي، مما أدى إلى جينتري في كثير من الأحيان يجري مخطئا ل غتي.
كانت غريف طبعة خاصة للمبادرة العالمية للتصنيف في أوروبا، وتم بيعها في فرنسا وألمانيا وهولندا. كان أخضر أخضر مشرق (يدعى 'ليزر' غرين أو 'فيرتي فلوريت'  ، وقد تم تجهيزه بجميع خيارات البائعين المتاحة في ذلك الوقت باستثناء تكييف الهواء، ولكن بما في ذلك كامل جلد أسود الداخلية، عبس، مقود كهربائي وفتحة سقف. 1652 غريفس مصنوعة، وكلها بالليزر الأخضر ومع عجلات رمادية داكنة بأكسيد مع حافة الفضة.
تم إنتاج 1FM للمملكة المتحدة في عام 1992 ليتزامن مع عيد ميلاد ال 25 من راديو بي بي سي 1 . تم صنع 25 فقط، وكانت كل سيارة مرقمة بشكل فردي مع لوحة صغيرة من النحاس الأصفر.  كانت السيارة متوفرة باللون الأسود فقط مع شارات «راديو 1 إف إم 25»، عجلات سبيكة معدنية رمادية، وجاءت مع جميع الخيارات المجهزة كمعيار. تم تحديد نظام ستيريو خاص يتضمن مبدل أقراص مدمجة وجرف خلفي صوتي من قبل كلاريون. راديو 1 ركض مسابقة على الهواء للفوز واحد. [ بحاجة لمصدر ]

### 205 ستدت
في عام 1993 عرض بيجو 205 و 405 ستدت، نموذج الديزل أداء أعلى للجلوس بين مجموعة الديزل القياسية والسيارات غتي نهاية أعلى. و 205 ستدت (خاص توربو ديزل تقليم) كان متوفرا فقط في بوديشيل 3 أبواب مع محرك الديزل توربو 1,769 سم مكعب (XUD7 T / K) مع تقليم والكماليات من 205 غتي. تم تسويق السيارة في البداية نحو المديرين التنفيذيين، مع مقاعد دلو من القماش الناعم في البيج مع السجاد مطابقة ولوحة أجهزة القياس، كما وجدت أيضا في نماذج جينتري. تتميز السيارة باس، قفل مركزي، والنوافذ الكهربائية والمرايا ساخنة ساخنة كهربائيا أيضا. وقد تم تجهيز العديد منها مع فتحة سقف كبيرة، فراغ ختم الشريحة.
يتم العثور على ستدت 205 فقط في ثلاثة ألوان. 'أوبيرون غرين'، 'ستيل غراي' و 'أزتيك غولد'. وكان إنتاج السيارة حوالي عام واحد بين عامي 1993 و 1994. 
اعتبارا من عام 2014، هناك فقط 84 أمثلة من ترك ستدت مرخصة على الطرق و 118 سورن في المملكة المتحدة مما يجعل السيارة سعى تماما بعد مع جامعي ومحبي 205. نماذج ستدت غالبا ما وجدت بيع لأكثر من نموذج المبادرة العالمية للتصنيف بسبب إلى اقتصادهم وندرة نسبية عند مقارنة أرقام إنتاج السيارة مقابل الانخفاض. 
اعتبارا من 22 ديسمبر 2016، هناك فقط 53 اليسار ستدت على الطرق و 131 سورن في المملكة المتحدة.  الوصول إليه في 22 ديسمبر 2016

### 205 رالي
من 1988 إلى 1992 إنتاج بيجو البديل آخر من 205، و 205 رالي، التي تم تصميمها وإنتاجها من قبل بيجو تالبوت ‏الرياضة. تم وضع هذه الطبعة من 205 كبديل فعال من حيث التكلفة ل 205 غتي، والحفاظ على طابعها الرياضي، ولكن كونها أقل تكلفة لشراء أو الحفاظ عليها.
لتحقيق ذلك، استخدمت بيجو مشتق من محرك سلسلة تو ‏ المستخدمة في 205s بعد 1987، الذي تم تعيين TU24 .المحرك هو في الأساس المحرك نفسه كما كان في 1.1 لتر 205 مع اسطوانات بالملل إلى إزاحة المحرك الكلي من 1294 سم مكعب، وهو عمود الحدبات الرياضية وتوب المكربن ويبر ‏. إنتاج محرك 1.3 لتر 103 بس (76 كيلوواط، 102 حصان) في 6800 دورة في الدقيقة. حصلت السيارة على التعليق الأمامي 1.6 غتي مع أقراص الفرامل التهوية، و 1.6 غتي المحور الخلفي مع الفرامل طبل.
تم تجريد 205 رالي تماما من جميع العازلة للصوت تقريبا، والنظم الكهربائية أو غيرها من العناصر الفاخرة، وانخفاض الوزن إلى ما لا يزيد عن 794 كجم (1750 رطل). معداتها في أضيق الحدود، جنبا إلى جنب مع ارتفاع الدورات اللازمة لإطلاق العنان لكل حصانا المحرك يعطي 205 رالي الطابع المتقشف جدا ويجعل من الصعب ولكن مجزية سيارة لدفع بجد، وهو واحد من الأسباب أنها الآن شعبية جدا بين 205 عشاق غتي. يتوقع بيجو لبناء حوالي 5000 راليس. في نهاية المطاف تم إنتاج 30,111 راليس، على الرغم من أنها كانت تباع فقط في بعض الأسواق الأوروبية البر الرئيسى (بما في ذلك فرنسا وبلجيكا والبرتغال وإسبانيا وإيطاليا وهولندا).
وتشمل السمات الجمالية المميزة ل 205 رالي أقواس العجلات المربعة (التي تختلف عن أقواس غتي)، وويلريمز ذات لون الجسم الصلب وشارات بيجو-تالبوت الرياضية الملونة قوس قزح على الشبك الأمامي والخلفي. كانت متوفرة فقط باللون الأبيض. تم بيع رالي مع الداخلية ذات الوزن المنخفض مع شعار الرياضة بيجو تالبوت المطرزة في المقاعد الأمامية.
بين عامي 1990 و 1992 بنيت بيجو أيضا نسخة 1.9 لتر من رالي 205. ولم ينتج سوى حوالي 1000 منها ولم يتم بيعها إلا في ألمانيا، لأن النسخة التي تبلغ 1.3 لتر لم تستوف لوائح الطرق الألمانية. و 1.9 رالي هو مجرد 105 حصان (78 كيلوواط) 1.9 غتي مع بوديشيل رالي والمؤشرات الجديدة على غرار جديد ووحدات الضوء الخلفي.على الرغم من أنها حتى أكثر ندرة من رالي 1.3، فهي أقل شعبية بين هواة بيجو، لأنها تفتقر إلى الطابع الخام والمتقشف من رالي 1.3 و 150 كجم (331 رطل) أثقل.
في عام 1994 عرض بيجو رالي إلى سوق المملكة المتحدة، كان متوفرا في لونين (500 الأبيض، 250 أصفر) وكان أساسا شت إعادة شدد. وقد تم تجهيزها بمقاعد من القماش الأسود مطرزة بشعار بيجو-تالبوت سبورت والألوان الرياضية بيجو-تالبوت خلف الأقواس الأمامية وعلى الأقواس الخلفية، فضلا عن نفس العلامات على الشواية والباب الخلفي لأخيها الأوروبي. كان مدعوم من قبل الحديد المحظور 1360 سم مكعب TU3.2 المحرك مع نفس الكربوريتور سوليكس مزدوج الاختناق وجدت على محرك شس في وقت سابق. أنتجت 75 حصان (56 كيلوواط، 76 بس) وحققت 107 ميلا في الساعة (172 كم / ساعة) مع 0-60 ميلا في الساعة من 11.7 ثانية.
بعد 205 رالي، بيجو استخدمت مرة أخرى تسمية «رالي» لبعض من 106 و 306 النماذج.

### 205 توربو 16 (T16)
ل homologate 205 T16 («توربو 16» في فرنسا)المجموعة B ‏ رالي السيارات، وكان بيجو لإنتاج 200 أمثلة الطريق الجارية. ووفقا للوائح المجموعة باء، كان يتعين أن تستند هذه اللوائح إلى سيارة طريق الإنتاج الحالية. قررت بيجو أن تقام سيارة التجمع ب على إصدار البابين من 205. وقد استند المحرك على كتلة الحديد الزهر من نسخة الديزل من عائلة المحرك شو ثم جديدة، وإن كان مع وضعت خصيصا 16 صمام الرأس. وجاءت علبة التروس من سيتروين سم ولكن تم تركيبه بشكل عرضي. كانت السيارة كل عجلة القيادة. تم بناء الجسم من قبل هيليز، حيث تم تسليم ثلاثة بوديشيلز القياسية من خط الإنتاج وتعديلها بشكل كبير. قطع هيوليز الجزء الخلفي الكامل للسيارة وملحومة في جدار الحماية عرضية بين B- الوظائف. ثم تم بناء الإطار الخلفي في خليط من ملامح الصلب ورقة والأنابيب. تم تعديل الجبهة بطريقة مماثلة مع إطار أنبوب يحمل التعليق الأمامي. تم تسليم الجثث المكتملة إلى سيمكا (تالبوت) لسلسلة إنتاج 200 سلسلة وبيجوت تالبوت سبورت لإصدارات المنافسة. جميع إصدارات الشوارع (فينس P1 إلى P200) كانت محملة باليد ومزودة بشكل مماثل باللون الرمادي الداكن، باستثناء اللون الأول (فين P1) الذي رسم باللون الأبيض وحمل جميع زخارف السيارات المنافسة لأغراض العرض التوضيحي. تم بناء السيارات المنافسة من سلسلة التطور الأولى (فين C1 إلى C20) في قسم الرياضة بيجو تالبوت الرياضة وعرضها على الجمهور في نفس اليوم كما نسخة الشارع القياسية. تم بناء سيارات المنافسة في وقت لاحق من سلسلة تطور 2 (فين C201 إلى C220) بشكل مختلف كما كان الإطار الفضائي الخلفي لا مزيد من ملامح الصلب ورقة في ذلك ولكن تم تماما من أنابيب فقط.
وبصرف النظر عن المظهر، وكان المتغيرات الطريق عمليا لا شيء مشترك مع نموذج الإنتاج العادي وتقاسم عرضية منتصف المحرك، تخطيط الدفع الرباعي للسيارة رالي، ولكن كان أقل من نصف القوة، في حوالي 200 بس (147 كيلوواط، 197 حصان). كان T ل توربو. 16 يقف 16 صمامات.  مشابه لطبيعية 205، كان T16 أقواس العجلات على نطاق أوسع، ورفع الجزء الخلفي كله لإعطاء الوصول إلى المحرك. تحتها، وأبقى على نظام الدفع معقدة من رالي السيارات إلى الالتزام بالقواعد المجموعة B بالإضافة إلى نموذج المجموعة B، كان أقل 205 GTI كما وافق الاتحاد الدولي للسيارات للمنافسة في بطولة العالم للراليات-3 ‏ و المجموعة الفئات. 
بیجو تالبوت الرياضة ‏ الصورة مصنع 205 T16s تحت جان تود كانت السيارات الأكثر نجاحا على المنافسة في العامين 
الماضيين من رالي بطولة العالم "عصر الصورة المجموعة B، والفوز في 1985 ‏ و 1986 ‏ الصانعين و السائقين الألقاب ‏ مع تيمو صالونين و جحا كانكونن على التوالي ضد هذه المنافسة بارزة من أودي، لانسيا، و فورد، مع نموذج تطور 2 يجري إدخالها لهذا الأخير من هذين الموسمين.